# Brawl Stars
Brawl Stars is een freemium spel voor smartphones en tablets. Het spel is ontwikkeld en uitgegeven door Supercell en de wereldwijde uitgave kwam op 12 december 2018 voor iOS en Android. Het spel verscheen eerder al op 15 juni 2017 als bèta.
In de eerste maand na lancering werd er met microtransacties in het spel ruim 63 miljoen dollar verdiend.

## Over het spel
In Brawl Stars besturen spelers een personage (knokker) dat is ingedeeld in een van de zes typen: Zeldzaam, Superzeldzaam, Episch, Mythisch, Legendarisch en Ultra-legendarisch. Een zevende type, Chromatisch, verdween in januari 2024. In totaal zijn er meer dan 92 knokkers waar uit gekozen kan worden. Het doel van het spel is om zoveel mogelijk trofeeën te behalen door spelrondes te winnen. Naast knokkers zijn er ook skins om te verzamelen. Dit zijn outfits voor de knokkers, te koop in ruil voor edelstenen of bling (tot april 2023 sterpunten). Per seizoen wordt de droprate (kans om een knokker uit het sterrenpad te krijgen) lager.

## Onderscheidingen
Het spel werd genomineerd voor 'EE mobiel spel van het jaar' tijdens de jaarlijks gehouden British Academy Games Awards op 14 maart 2019.

## Knokkers
Knokkers zijn de personages die spelers kunnen besturen in het spel Brawl Stars. Spelers kunnen hun normale aanval besturen, hun super (speciaal type aanval dat wordt opgeladen als je een tegenstander raakt), hun gadgets (speciale vaardigheden die meerdere keren gebruikt kunnen worden) en hun hypercharge (speciale aanval die tijdelijk de statistieken van die knokker verhoogt). 
Elke knokker kan worden beïnvloed door Star Powers, waarbij elke knokker zijn eigen twee unieke krachten heeft die hun aanvallen, bewegingssnelheid, oplaadtijd, en dergelijke statistieken kunnen beïnvloeden. Sommige knokkers hebben eigenschappen die van invloed kunnen zijn op de manier waarop de knokker omgaat met zijn omgeving en tegenstanders.  
Een paar knokkers kunnen worden beïnvloed door Hyperkrachten, waarbij die knokkers voor een bepaalde tijd sterker kunnen zijn (schade, bescherming en snelheid). Alle hyperkrachten kosten 5000 munten, tenzij er een verzamelaarspakket te koop is in de winkel (kan worden betaald met edelstenen).
Knokkers zijn er in verschillende zeldzaamheden:
- Zeldzaam
- Super Zeldzaam
- Episch
- Mythisch
- Legendarisch
- Ultra-legendarisch

## Spelmodi en beloningen
Het spel heeft verschillende spelmodi: Edelstenengraai, Solo-showdown, Duo-showdown, Overval, Gevarenzone, Knokbal, Premie, knokbasketbal en soms Knokvolleybal en duels. Laddermodus is een andere spelmodus, waarbij de speler moet proberen na een loting over de spelmodi het andere team te verslaan in een best of three, waarna de speler een verschuiving verdient op de lijn waar een Laddermodus Starr Drop of een Epische, Mythische of Legendarische Starr Drop te verdienen zijn. De spelmodi die je alleen in het weekend kunt spelen zijn: Roborommel, Megagevecht en Baasgevecht. Tijdens het spelen krijgt de speler trofeeën bij winst, behalve bij de spelmodi in het weekend of kandidaat van de dag. Een speler met een knokker die 1000 trofeeën of meer heeft, kan ook trofeeën verliezen. Bij de meeste spelmodi is er een vast aantal trofeeën te verkrijgen, afhankelijk van winst of verlies. Showdown is hierop een uitzondering. In deze spelmodus kan op verschillende plaatsen geëindigd worden, met in totaal negen andere knokkers waartegen gevochten wordt. De hoeveelheid trofeeën hangt af van spelersplek: bij een hogere plek krijgt deze meer trofeeën. Door het halen van trofeeën gaan de knokkers rangen omhoog. Bij het winnen en verliezen van alle gevechten krijgt de speler tokens voor de zogenaamde Brawl pass. In de Brawl pass kan de speler beloningen vrijspelen zoals krachtpunten, munten en credits. Bij de betaalde pas kan de speler (naast de extra beloningen) ook een chromatische knokker vrijspelen. Verder kan de speler ook stardrops verdienen bij de 1, 4 en 8 overwinningen. Dit zijn smileys waaruit de speler willekeurige beloningen kan krijgen. Hoe hoger de zeldzaamheid, hoe groter de beloning. De zeldzaamheden van stardrops zijn hetzelfde als die van knokkers. Met krachtpunten kunnen in combinatie met munten knokkers worden opgewaardeerd, waardoor deze sterker worden. Daarnaast is het mogelijk om nieuwe knokkers met zogenaamde credits krijgen.

## Krachtdivisie
In maart 2021 werd er een nieuwe spelmodus toegevoegd: Krachtdivisie. Met Krachtdivisie kunnen geen trofeeën worden gewonnen of verloren, maar gaat het om krachtdivisie-rangen. Er zijn twee modi: solo en team. In solomodus vormt het spel een team met de speler en 2 andere mensen met een vergelijkbare krachtdivisie-rang die ook solo hebben aangeklikt, en wordt gespeeld tegen een team dat ook uit 3 solo-mensen bestaat met een vergelijkbare rang. In teammodus, met vrienden, wordt er gespeeld tegen een ander team van vrienden. Het winnende team krijgt ELO-punten erbij en het verliezende team verliest ELO-punten. Er bestaan aparte rangen voor solo- en teammodus. Een seizoen duurt 70 dagen en de speler krijgt sterpunten afhankelijk van diens hoogste rang dat seizoen. Er zijn ook twee badges te verdienen per seizoen: eentje (een zilveren) na het spelen van 50 wedstrijden en een gouden bij het behalen van de goud1-rang. Het is mogelijk om de gouden badge al ontgrendeld te hebben, maar de zilveren niet. Daarnaast is er ook 1 skin te verdienen per seizoen: na het spelen van 100 wedstrijden, en het behalen van 2500 bling. Het spelverloop in Krachtdivisie is als volgt: eerst wordt een willekeurige kaart geselecteerd, dan komt er een blinde ban-fase waarbij de teamleiders elk 1 knokker bannen, die door niemand gebruikt mag worden. Aangezien de speler, totdat je zelf iemand geband hebt, niet ziet welke knokker de tegenstander geband heeft, is het mogelijk dat beide teams dezelfde knokker bannen. Daarna worden knokkers gekozen in deze volgorde (team A en team B): ABBAAB. Als een knokker al door iemand anders (een teamgenoot of tegenstander) gekozen is, kan die niet meer gekozen worden. Als iedereen een knokker gekozen heeft, kan de speler nog 10 seconden lang van sterrenkracht of gadget veranderen. Daarna begint het spel. Het eerste team dat 2 keer wint, wint het Krachtdivisie-gevecht. Sinds 27 februari 2024 heeft Laddermodus Krachtdivisie vervangen.

## Andere functies
Sinds de november 2020 is de Kaartenmaker beschikbaar. Daarmee kan men een kaart maken en indienen, zodat andere mensen de kaart kunnen goedkeuren. Als genoeg mensen de kaart hebben goedgekeurd, kan de speler hem opsturen naar Brawl Stars. Zij kunnen hem goedkeuren en als het goed is komt hij dan te staan bij Deelname Kaartwedstrijd, bij evenementen. De mensen die dat spelen kunnen bepalen of ze de kaart leuk of niet vinden door te stemmen. Als de ingediende kaart de meeste stemmen heeft, komt die de volgende dag als winnende kaart in het blokje onder de kaartenmaker, zodat iedereen die dan kan spelen (hier kan de speler geen trofeeën mee verdienen).

## Tijdelijke spelmodi
Naast de normale spelmodus is er verschillende malen, tijdelijke spelmodi geweest. 
De eerste heette Kerkhofdienst en was vergelijkbaar met Showdown. Het verschil is echter dat de speler bij Kerkhofdienst er als een geest uit ging zien en langzaam levens verloor, die terugverdiend konden worden door iemand te raken. Daarnaast kreeg een speler alle levens terug door iemand uit te schakelen. Kerkhofdienst was in oktober en november 2019 te spelen. Het kwam even terug in oktober 2020, toen het Halloween was. 
De tweede tijdelijke spelmodus heette Cadeautjesroof. Deze gamemode was gebaseerd op het capture the flag-principe, maar wel met wat aanpassingen. Zo konden wel allebei de vlaggen tegelijk veroverd worden, was de vlag eigenlijk een cadeautje en als een van de teams twee cadeautjes had veroverd dan was het spel gedaan. Cadeautjesroof was in december 2019 en januari 2020 te spelen. In december 2020 en januari 2021 keerde het echter terug voor de knokkerfeestdagen 2020. 
De derde spelmodus heette Gevarenzone. Bij deze spelmodus kreeg een speler voor elke drie seconden dat alleen zijn team in een cirkel stond een punt. Wanneer er ook een tegenstander in de cirkel ging staan werden de seconden niet geteld, totdat een van de teams niet meer in de cirkel stond. Als het spel nog 30 seconden duurde, waren er maar 1,5 seconden nodig om een punt te verdienen. Het team met de meeste punten na twee minuten won. Gevarenzone was in januari en februari 2020 te spelen. In mei 2020 keerde het 3 weken terug. 
Andere tijdelijke spelmodi zijn Takedown en Lone Star. Bij Takedown was er een heel grote robot. De speler moest zo veel mogelijk damage doen aan de robot. Overal lagen powercubes om meer damage te doen en meer HP (heal points) te krijgen. Wie het meeste damage aan de robot had gedaan won. Bij Lone Star moest de speler proberen zo veel mogelijk sterren te krijgen door mensen te vermoorden. Eigenlijk is Showdown met Premie gemengd. De speler die aan het einde de meeste sterren had, had gewonnen. Die twee spelmodi waren speelbaar t/m januari 2020. In de zomer van 2021 kwamen er 4 nieuwe tijdelijke gamemodi. In Grijp de trofee was het de bedoeling om zo lang mogelijk de trofee vast te houden. Trofeeënroof is de nieuwere naam voor Cadeautjesroof. In Knokvolleybal is het de bedoeling om de bal niet op de grond te laten komen. De laatste gamemodi is Knokbasketbal, in deze gamemodus is het de bedoeling om de bal in de bewegende basket te gooien. Het veld van knokbasketbal is horizontaal in tegenstelling tot alle andere 3v3 gamemodi.
In augustus 2021 kwam er een nieuwe modus, Showdown+. Deze modus was een maand beschikbaar. In deze gamemodus krijg je per poppetje dat je vermoordt 1 trofee extra. Als je zelf dood gaat verlies je 1 trofee extra. Door vele spelers werd deze spelmodus gezien als de ideale mogelijkheid om een rang 30 te halen, het was immers veel gemakkelijker om snel veel trofeeën te behalen. Bij de volgende update werd de modus verwijderd.
Op 25 oktober bracht Supercell een update waarin de Gears (Nederlands: schroot), waren herwerkt. Waar men vroeger schroottokens kocht met schroot, koopt men deze nu met geld. Al de schroottokens die men voor deze update bezat werden omgezet in muntjes.

## Multiplayer
Er kan ook in een multiplayermodus gespeeld worden, met en tegen spelers van hetzelfde niveau, alhoewel de speler soms tegen andere spelers van een wat hoger niveau moet spelen. De speler is dan de "underdog" en na het potje krijgt de speler dan vier trofeeën om te compenseren voor de oneerlijke matchmaking. Spelers kunnen elkaar als vrienden toevoegen, waarna ze elkaar kunnen uitnodigen voor een spel. Er zijn ook clubs in het spel (maximaal 30 spelers). Spelers kunnen clubs maken of zich aansluiten bij een club. Er zijn clubcompetities waarbij een club zo veel mogelijk moet winnen om zo hoog mogelijk te eindigen. Er kunnen clubmunten verdiend worden, afhankelijk van hoe hoog een speler eindigt en hoeveel hij/zij actief is tijdens de clubcompetitie-week. Met clubmunten kunnen munten, krachtpunten en skins gekocht worden.